# Liga Superior de Baloncesto (Nicaragua)
La Liga Superior de Baloncesto (LSB), conosciuta anche come LSB Nicaragua, è il massimo campionato di pallacanestro professionistico in Nicaragua.
La lega è stata fondata nel 2018, su iniziativa della Federazione cestistica del Nicaragua, per sostituire l'Asociación de Clubes de Baloncesto che fino al 2016 aveva rappresentato la massima competizione nazionale. La stagione inaugurale della LSB inizio nel febbraio dello stesso anno con sei squadre a competere per il titolo nazionale. .
I campioni della LSB si qualificano direttamente alla stagione regolare della Basketball Champions League Americas, la principale competizione continentale delle Americhe.

## Formato
La stagione 2024 ha visto la partecipazione di 9 squadre alla competizione. Nela prima parte della stagione le squadre si affrontano in una regular season con 24 partite per ciascuna franchigia da disputare.
Al termine della stagione regolare, saranno sei le squadre ad ottenere l’accesso alla fase finale: le prime due classificate passeranno direttamente alle semifinali, mentre la terza classificata affronterà la sesta e la quarta giocherà contro la quinta in degli spareggio a eliminazione diretta così da determinare le ultime due squadre delle semifinali.
Ogni squadra può avere nel proprio roster un massimo di tre giocatori stranieri, e gli atleti non nati in Nicaragua ma con origini nicaraguensi avranno lo stesso status dei nati nel Paese.

## Squadre attuali
Di seguito l'elenco delle squadre che hanno preso parte all'edizione 2024
| Squadra                | Città      |
| ---------------------- | ---------- |
| Brumas de Jinotega     | Jinotega   |
| Caribbean Coast        | Managua    |
| Indigenas de Matagalpa | Matagalpa  |
| Jaguares de la UAM     | Managua    |
| Leones de Managua      | Managua    |
| Real Estelí            | Managua    |
| Tigres de Chinandega   | Chinandega |
| UNAN de Leon           | León       |
| UNI Basketball         | Managua    |

## Albo d'oro
| Stagione | Campione            | Serie | Finalista              | Note  |
| -------- | ------------------- | ----- | ---------------------- | ----- |
| 2018     | Real Estelí         | 4–2   | Brumas de Jinotega     |       |
| 2019     | Real Estelí (2)     | 3–0   | Brumas de Jinotega     |       |
| 2020     | Real Estelí (3)     | 3–0   | Indigenas de Matagalpa |       |
| 2021     | Real Estelí (4)     | 3–1   | Brumas de Jinotega     | [ 4 ] |
| 2022     | Real Estelí (5)     | 3–2   | Brumas de Jinotega     | [ 5 ] |
| 2023     | Caribbean Coast (1) | 3–2   | Brumas de Jinotega     |       |
| 2024     | Real Estelí (6)     | 3–2   | Jaguares de la UAM     |       |

## Titoli per squadra
| Club                   | Titoli | Finali | Edizioni vinte                     | Edizioni finale              |
| ---------------------- | ------ | ------ | ---------------------------------- | ---------------------------- |
| Real Estelí            | 6      | –      | 2018, 2019, 2020, 2021, 2022, 2024 | –                            |
| Caribbean Coast        | 1      | –      | 2023                               | -                            |
| Brumas de Jinotega     | –      | 5      | –                                  | 2018, 2019, 2021, 2022, 2023 |
| Indigenas de Matagalpa | –      | 1      | –                                  | 2020                         |
| Jaguares de la UAM     | –      | 1      | –                                  | 2024                         |